# Jurk!
Jurk! ist ein niederländisches Musik- und Kabarettduo, bestehend aus Jeroen van Koningsbrugge und Dennis van de Ven.
Am 8. Januar 2010 erschien die Single Zou zo graag aus dem Debütalbum Avondjurk. Nach einem Aufruf auf Twitter führte Zou zo graag innerhalb von zwei Tagen die Hitliste des iTunes Stores an. Einige Tage später stieg die Single auf Nummer 1 in die Single Top 100 ein. Dank des Twitter-Aufrufs kam Zou zo graag auf Anhieb in die Nederlandse Top 40.
Jurk! wird häufig mit Acda en De Munnik verglichen, da es sich bei beiden Gruppen um ein Musik- und Kabarettduo handelt und der Musikstil beider Bands große Ähnlichkeiten aufweist.

## Name
Der Name „Jurk!“ hat autobiographischen Hintergrund: Van Koningsbrugges Großmutter litt an Aphasie, wodurch sie viele Wörter nicht mehr korrekt aussprechen konnte. Eines der Wörter, das sie häufig in unterschiedlichen Situationen verwendete, war jurk. Durch die Verwendung ihres Wortes als Bandname kommen die zwei verschiedenen Momente „traurig“ und „lustig“ zum Ausdruck, die auch zentral für die Lieder und Sketche sind.

## Bandgeschichte
2001 trat das Duo Jurk! mit dem Kabarettprogramm Bakermat in Erscheinung. Van Koningsbrugge und Van de Ven wirkten außerdem bei den Fernsehsendungen Kannibalen und Nieuw Dier mit. Von 2007 bis einschließlich 2009 machten sie gemeinsam die satirisch-absurde Sendung Draadstaal für den VPRO. 2010 kreierten sie die Satiresendung NeonLetters für den AVRO. Das Programm, mit dem Jurk! in den Jahren 2010 und 2011 auf Tour durch niederländische Theater ging, trug genau wie das Debütalbum den Titel Avondjurk, beinhaltete aber neben den Liedern aus dem Album auch Dialoge und Gedichte. Vom 14. bis zum 24. Dezember 2011 trat das Duo an fünf Orten mit dem Programm Kerstjurk auf, bei dem sie Weihnachtslieder und neues Material präsentierten. Im Herbst 2011 erschien die Single Kabalis. Das zweite Album Glitterjurk wurde am 8. Februar 2013 veröffentlicht. Anschließend ging Jurk! Anfang 2013 mit dem gleichnamigen Programm auf Theatertournee, die am 6. Mai 2013 im Theater Carré zu Ende ging.

## Kabarettprogramme
- Bakermat (2001)
- Avondjurk (2010)
- Kerstjurk (2011)
- Glitterjurk (2013)

## Diskografie

### Alben
| Jahr | Titel                          | Höchstplatzierung, Gesamtwochen, AuszeichnungChartsChartplatzierungen (Jahr, Titel, Platzierungen, Wochen, Auszeichnungen, Anmerkungen) | Anmerkungen |
| Jahr | Titel                          | NL | Anmerkungen |
| ---- | ------------------------------ | --- | ----------- |
| 2010 | Avondjurk                      | NL1 (55 Wo.)NL |             |
| 2013 | Glitterjurk                    | NL2 (12 Wo.)NL |             |
| 2014 | Glitterjurk + Glitterjurk Live | NL82 (3 Wo.)NL |             |

### Singles
| Jahr | Titel Album            | Höchstplatzierung, Gesamtwochen, AuszeichnungChartsChartplatzierungen (Jahr, Titel, Album, Platzierungen, Wochen, Auszeichnungen, Anmerkungen) | Anmerkungen |
| Jahr | Titel Album            | NL | Anmerkungen |
| ---- | ---------------------- | --- | ----------- |
| 2010 | Zou zo graag Avondjurk | NL18 (5 Wo.)NL |             |
| 2010 | Niemand Avondjurk      | NL29 (7 Wo.)NL |             |

Weitere Singles
- Tram 7 (2010)
- Kabalis (2011)
- Als ik bij jou ben (2013)
- Vrij (2013)

### DVDs
- Avondjurk – De complete theatershow 2010